# Elizabeth Pelton
Elizabeth Pelton (Fairfield (Connecticut), 26 november 1993) is een Amerikaanse voormalige zwemster.

## Carrière
Bij haar internationale debuut, op de wereldkampioenschappen zwemmen 2009 in Rome, eindigde Pelton als zesde op de 200 meter rugslag, op de 100 meter rugslag strandde ze in de halve finales en op de 50 meter rugslag in de series. Samen met Kasey Carlson, Christine Magnuson en Julia Smit werd ze uitgeschakeld in de series van de 4x100 meter wisselslag.
Tijdens de Pan Pacific kampioenschappen zwemmen 2010 in Irvine sleepte de Amerikaanse de zilveren medaille in de wacht op de 200 meter rugslag, op zowel de 100 meter rugslag als de 200 meter wisselslag eindigde ze op de negende plaats. Daarnaast strandde ze in de series van de 100 meter vrije slag, op de 50 meter rugslag zegde ze de B-finale af.
In Shanghai nam Pelton deel aan de wereldkampioenschappen zwemmen 2011, op dit toernooi werd ze uitgeschakeld in de halve finales van zowel de 50 als de 100 meter rugslag. Op de 4x100 meter wisselslag zwom ze samen met Rebecca Soni, Christine Magnuson en Amanda Weir in de series, in de finale legde Soni samen met Natalie Coughlin, Dana Vollmer en Missy Franklin beslag op de wereldtitel. Voor haar aandeel in de series werd Pelton beloond met de gouden medaille. Op de Pan-Amerikaanse Spelen 2011 in Guadalajara veroverde ze de gouden medaille op de 200 meter rugslag en de zilveren medaille op de 100 meter rugslag. Samen met Erika Erndl, Amanda Kendall en Madison Kennedy sleepte ze de gouden medaille in de wacht op de 4x100 meter vrije slag, op de 4x200 meter vrije slag legde ze samen met Catherine Breed, Amanda Kendall en Chelsea Nauta beslag op de gouden medaille. Op de 4x100 meter wisselslag zwom ze samen met Ashley Wanland, Elaine Breeden en Erika Erndl in de series, in de finale veroverden Rachel Bootsma, Annie Chandler, Claire Donahue en Amanda Kendall de gouden medaille. Voor haar inspanningen in de series ontving ze eveneens de gouden medaille.
In Barcelona nam Pelton deel aan de wereldkampioenschappen zwemmen 2013: ze werd 4e op de 100 meter rugslag en 5e op de 200 meter rugslag. Voor haar aandeel in de series kreeg Pelton ook nog de gouden medaille op de 4x100 meter vrije slag en de 4x100 meter wisselslag.

## Internationale toernooien
| Jaar | Olympische Spelen | WK langebaan | WK kortebaan  | PanPacs                                                                                         | Pan-Amerikaanse Spelen                                                                                                |
| ---- | ----------------- | --- | ------------- | ----------------------------------------------------------------------------------------------- | --- |
| 2009 |                   | 22e 50m rugslag 13e 100m rugslag 6e 200m rugslag 10e 4x100m wisselslag                                                                |               |                                                                                                 | |
| 2010 |                   | | geen deelname | serie 100m vrije slag · serie 50m rugslag · 9e 100m rugslag · 200m rugslag · 9e 200m wisselslag | |
| 2011 |                   | 16e 50m rugslag · 11e 100m rugslag · 4x100m wisselslag · Pelton zwom enkel de series                                                  |               |                                                                                                 | 100m rugslag · 200m rugslag · 4x100m vrije slag · 4x200m vrije slag · 4x100m wisselslag · Pelton zwom enkel de series |
| 2012 | geen deelname     | | geen deelname |                                                                                                 | |
| 2013 |                   | 4e 100m rugslag · 5e 200m rugslag · 4x100m wisselslag · Pelton zwom enkel de series · 4x100m vrije slag · Pelton zwom enkel de series |               |                                                                                                 | |
| 2014 |                   | | geen deelname | 28e 100m vrije slag 7e 100m rugslag 9e 200m rugslag                                             | |
| 2015 |                   | geen deelname |               |                                                                                                 | geen deelname |
| 2016 | geen deelname     | | geen deelname |                                                                                                 | |

## Persoonlijke records

### Kortebaan
| Afstand         | Tijd    | Datum            | Plaats  |
| --------------- | ------- | ---------------- | ------- |
| 50m rugslag     | 28,72   | 14 november 2009 | Berlijn |
| 100m rugslag    | 57,64   | 17 december 2011 | Atlanta |
| 200m rugslag    | 2.02,16 | 16 december 2011 | Atlanta |
| 200m wisselslag | 2.07,27 | 17 december 2011 | Atlanta |

### Langebaan
| Afstand         | Tijd    | Datum           | Plaats       |
| --------------- | ------- | --------------- | ------------ |
| 50m rugslag     | 28,35   | 27 juli 2011    | Shanghai     |
| 100m rugslag    | 59,27   | 28 juni 2013    | Indianapolis |
| 200m rugslag    | 2.06,29 | 26 juni 2013    | Indianapolis |
| 200m wisselslag | 2.10,02 | 1 december 2011 | Atlanta      |